# Mlaka nad Lušo
Mlaka nad Lušo este o localitate din comuna Gorenja vas - Poljane, Slovenia, cu o populație de 40 de locuitori.